# Inglaterra na Copa do Mundo FIFA de 2010
A Seleção Inglesa de Futebol participou pela décima segunda vez da Copa do Mundo FIFA. A campeã mundial da Copa de 1966 havia se classificado em primeiro lugar no grupo 6 das elimitatórias europeias para a Copa do Mundo. A seleção se classificou facilmente, vencendo nove das dez partidas, com 90% de aproveitamento. Foi sorteada no grupo C, onde enfrentaria os Estados Unidos, a Eslovênia e a Argélia.
Não fez uma primeira fase muito boa, tendo empatado com os Estados Unidos no primeiro jogo (1 x 1), empatado com a Argélia na segunda partida (0 x 0) e vencido da Eslovênia (1 x 0). Nas oitavas-de-final, enfrentou a Alemanha, a qual perdeu pelo placar de 4 x 1. Neste jogo, houve um lance polêmico, pois ao final do primeiro tempo do jogo, com o placar de 2 x 1 para a Alemanha, um chute de Frank Lampard bate no travessão e em seguida, ao chão, a 33 cm da linha do gol. Entretanto, o gol não é validado por um erro de arbitragem; críticos de futebol afirmam que este gol poderia ter modificado o resultado do jogo, pois o primeiro tempo terminaria com o placar de 2 x 2, e a seleção inglesa talvez entrasse com uma motivação diferente.
Alguns jogadores se destacaram mais do que os seus companheiros e tiveram um desempenho bom nesta copa, jogadores estes como: Ashley Cole, Steven Gerrard e Jermain Defoe fizeram bons jogos, apesar do meu rendimento da equipe. Um jogador que apenas jogou a primeira partida por causa de um falha que fez uma vitória escapar do Englsih Team foi o goleiro reserva Robert Green, que estreou, mas nas próximas partidas não jogou mais, sendo substituído pelo goleiro titular David James.

## Eliminatórias
As cinquenta e três seleções nacionais filiadas à UEFA foram divididas em nove grupos; a seleção da Inglaterra foi sorteada no grupo 6, onde disputaria uma vaga com a Ucrânia, a Croácia, a Bielorrússia, o Casaquistão e Andorra. Se classificou em primeiro no seu grupo, vencendo 9 das 10 partidas que disputou, tendo perdido uma única partida.

### Tabela de Classificação
| Equipe       | Pts. | J  | V | E | D  | GP | GC | SG  |
| ------------ | ---- | -- | - | - | -- | -- | -- | --- |
| Inglaterra   | 27   | 10 | 9 | 0 | 1  | 34 | 6  | +28 |
| Ucrânia      | 21   | 10 | 6 | 3 | 1  | 21 | 6  | +15 |
| Croácia      | 20   | 10 | 6 | 2 | 2  | 19 | 13 | +6  |
| Bielorrússia | 13   | 10 | 4 | 1 | 5  | 19 | 14 | +5  |
| Cazaquistão  | 6    | 10 | 2 | 0 | 8  | 11 | 29 | -18 |
| Andorra      | 0    | 10 | 0 | 0 | 10 | 3  | 39 | -36 |

| L\V          | Croácia | Inglaterra | Ucrânia | Bielorrússia | Cazaquistão | Andorra |
| Croácia      |         | 1:4        | 2:2     | 1:0          | 3:0         | 4:0     |
| Inglaterra   | 5:1     |            | 2:1     | 3:0          | 5:1         | 6:0     |
| Ucrânia      | 0:0     | 1:0        |         | 1:0          | 2:1         | 5:0     |
| Bielorrússia | 1:3     | 1:3        | 1:2     |              | 4:0         | 5:1     |
| Cazaquistão  | 1:2     | 0:4        | 1:3     | 1:5          |             | 3:0     |
| Andorra      | 0:2     | 0:2        | 0:6     | 1:3          | 1:3         |         |

## Escalação
| Número / Nome  | Número / Nome         | Clube                | Jogos (gols)1 | Data Nasc.                        | J        | Gols     | Penalizado com cartão amarelo | Expulso  |
| Goleiros       | Goleiros              | Goleiros             | Goleiros      | Goleiros                          | Goleiros | Goleiros | Goleiros                      | Goleiros |
| -------------- | --------------------- | -------------------- | ------------- | --------------------------------- | -------- | -------- | ----------------------------- | -------- |
| 1              | David James           | Portsmouth FC        | 53 (0)        | 1 de agosto de 1970 (54 anos)     | 3        | 0        | 0                             | 0        |
| 12             | Robert Green          | West Ham United FC   | 11 (0)        | 18 de janeiro de 1980 (45 anos)   | 1        | 0        | 0                             | 0        |
| 23             | Joe Hart              | Manchester City FC   | 3 (0)         | 18 de abril de 1987 (37 anos)     | 0        | 0        | 0                             | 0        |
| Defensores     |                       |                      |               |                                   |          |          |                               |          |
| 2              | Glen Johnson          | Liverpool FC         | 26 (1)        | 23 de agosto de 1984 (40 anos)    | 3        | 0        | 2                             | 0        |
| 3              | Ashley Cole           | Chelsea FC           | 82 (0)        | 20 de dezembro de 1980 (44 anos)  | 4        | 0        | 0                             | 0        |
| 5              | Michael Dawson        | Tottenham Hotspur FC | 0 (0)         | 18 de novembro de 1983 (41 anos)  | 0        | 0        | 0                             | 0        |
| 6              | John Terry            | Chelsea FC           | 64 (6)        | 7 de dezembro de 1980 (44 anos)   | 4        | 0        | 0                             | 0        |
| 13             | Stephen Warnock       | Aston Villa FC       | 1 (0)         | 12 de dezembro de 1980 (44 anos)  | 0        | 0        | 0                             | 0        |
| 15             | Matthew Upson         | West Ham United FC   | 21 (2)        | 18 de abril de 1979 (45 anos)     | 2        | 1        | 0                             | 0        |
| 18             | Jamie Carragher       | Liverpool FC         | 38 (0)        | 28 de janeiro de 1978 (47 anos)   | 2        | 0        | 2                             | 0        |
| 20             | Ledley King           | Tottenham Hotspur FC | 21 (2)        | 12 de outubro de 1980 (44 anos)   | 1        | 0        | 0                             | 0        |
| Meio-campistas |                       |                      |               |                                   |          |          |                               |          |
| 4              | Steven Gerrard        | Liverpool FC         | 84 (17)       | 30 de maio de 1980 (44 anos)      | 4        | 1        | 1                             | 0        |
| 7              | Aaron Lennon          | Tottenham Hotspur FC | 19 (0)        | 16 de abril de 1987 (37 anos)     | 2        | 0        | 0                             | 0        |
| 8              | Frank Lampard         | Chelsea FC           | 82 (20)       | 20 de junho de 1978 (46 anos)     | 4        | 0        | 0                             | 0        |
| 11             | Joe Cole              | Liverpool FC         | 56 (10)       | 8 de novembro de 1981 (43 anos)   | 2        | 0        | 0                             | 0        |
| 14             | Gareth Barry          | Manchester City FC   | 39 (2)        | 23 de fevereiro de 1981 (44 anos) | 3        | 0        | 0                             | 0        |
| 16             | James Milner          | Aston Villa FC       | 11 (0)        | 4 de janeiro de 1986 (39 anos)    | 3        | 0        | 1                             | 0        |
| 17             | Shaun Wright-Phillips | Manchester City FC   | 34 (6)        | 25 de outubro de 1981 (43 anos)   | 3        | 0        | 0                             | 0        |
| 22             | Michael Carrick       | Manchester United FC | 22 (0)        | 28 de julho de 1981 (43 anos)     | 0        | 0        | 0                             | 0        |
| Atacantes      |                       |                      |               |                                   |          |          |                               |          |
| 9              | Peter Crouch          | Tottenham Hotspur FC | 40 (21)       | 30 de janeiro de 1981 (44 anos)   | 2        | 0        | 0                             | 0        |
| 10             | Wayne Rooney          | Manchester United FC | 64 (25)       | 24 de outubro de 1985 (39 anos)   | 4        | 0        | 0                             | 0        |
| 19             | Jermain Defoe         | Tottenham Hotspur FC | 43 (12)       | 7 de outubro de 1982 (42 anos)    | 3        | 1        | 0                             | 0        |
| 21             | Emile Heskey          | Aston Villa FC       | 62 (7)        | 11 de janeiro de 1978 (47 anos)   | 4        | 0        | 0                             | 0        |
| Treinador      |                       |                      |               |                                   |          |          |                               |          |
|                | Fabio Capello         |                      |               | 18 de junho de 1946 (78 anos)     |          |          |                               |          |

Nota:
- 1 O número de jogos e gols se referem aos jogos pela seleção até o dia 27 de junho de 2010.

## Primeira fase
| Pos | Equipe         | Pts | J | V | E | D | GP | GC | SG | Classificado      |
| --- | -------------- | --- | - | - | - | - | -- | -- | -- | ----------------- |
| 1   | Estados Unidos | 5   | 3 | 1 | 2 | 0 | 4  | 3  | +1 | Fase eliminatória |
| 2   | Inglaterra     | 5   | 3 | 1 | 2 | 0 | 2  | 1  | +1 | Fase eliminatória |
| 3   | Eslovênia      | 4   | 3 | 1 | 1 | 1 | 3  | 3  | 0  | Eliminado         |
| 4   | Argélia        | 1   | 3 | 0 | 1 | 2 | 0  | 2  | −2 | Eliminado         |

### Inglaterra – Estados Unidos
| 12 de junho | Inglaterra | 1 – 1     | Estados Unidos | Royal Bafokeng Stadium, Rustenburgo       |
| 20:30       | Gerrard 4' | Relatório | Dempsey 40'    | Público: 38 646 Árbitro: BRA Carlos Simon |

| Inglaterra | Estados Unidos |

| G              | 12 | Robert Green          |     |     |
| LD             | 2  | Glen Johnson          |     |     |
| Z              | 6  | John Terry            |     |     |
| Z              | 20 | Ledley King           |     | 46' |
| LE             | 3  | Ashley Cole           |     |     |
| V              | 4  | Steven Gerrard        | 61' |     |
| V              | 8  | Frank Lampard         |     |     |
| M              | 7  | Aaron Lennon          |     |     |
| M              | 16 | James Milner          | 26' | 30' |
| A              | 10 | Wayne Rooney          |     |     |
| A              | 21 | Emile Heskey          |     | 79' |
| Substituições: |    |                       |     |     |
| Z              | 18 | Jamie Carragher       | 60' | 46' |
| V              | 17 | Shaun Wright-Phillips |     | 30' |
| A              | 9  | Peter Crouch          |     | 79' |
| Treinador:     |    |                       |     |     |
| Fabio Capello  |    |                       |     |     |

| G              | 1  | Tim Howard       |     |     |
| LD             | 6  | Steve Cherundolo | 39' |     |
| Z              | 5  | Oguchi Onyewu    |     |     |
| Z              | 15 | Jay DeMerit      | 47' |     |
| LE             | 3  | Carlos Bocanegra |     |     |
| V              | 4  | Michael Bradley  |     |     |
| V              | 13 | Ricardo Clark    |     |     |
| M              | 8  | Clint Dempsey    |     |     |
| M              | 10 | Landon Donovan   |     |     |
| A              | 17 | Jozy Altidore    |     | 86' |
| A              | 20 | Robbie Findley   | 74' | 77' |
| Substituições: |    |                  |     |     |
| V              | 11 | Stuart Holden    |     | 86' |
| A              | 14 | Edson Buddle     |     | 77' |
| Treinador:     |    |                  |     |     |
| Bob Bradley    |    |                  |     |     |

Homem da partida
- Tim Howard

### Inglaterra – Argélia
| 18 de junho | Inglaterra | 0 – 0     | Argélia | Green Point Stadium, Cidade do Cabo          |
| 20:30       |            | Relatório |         | Público: 64 100 Árbitro: UZB Ravshan Irmatov |

| Inglaterra | Argélia |

| G              | 1  | David James           |     |     |
| LD             | 2  | Glen Johnson          |     |     |
| Z              | 6  | John Terry            |     |     |
| Z              | 18 | Jamie Carragher       | 58' |     |
| LE             | 3  | Ashley Cole           |     |     |
| V              | 4  | Steven Gerrard        |     |     |
| V              | 14 | Gareth Barry          |     | 84' |
| M              | 8  | Frank Lampard         |     |     |
| M              | 7  | Aaron Lennon          |     | 63' |
| A              | 10 | Wayne Rooney          |     |     |
| A              | 21 | Emile Heskey          |     | 74' |
| Substituições: |    |                       |     |     |
| M              | 17 | Shaun Wright-Phillips |     | 63' |
| A              | 9  | Peter Crouch          |     | 84' |
| A              | 19 | Jermain Defoe         |     | 74' |
| Treinador:     |    |                       |     |     |
| Fabio Capello  |    |                       |     |     |

| G              | 23 | Raïs M'Bolhi     |     |     |
| LD             | 2  | Madjid Bougherra |     |     |
| Z              | 5  | Rafik Halliche   |     |     |
| LE             | 4  | Antar Yahia      |     |     |
| V              | 8  | Mehdi Lacen      | 85' |     |
| V              | 19 | Hassan Yebda     |     | 88' |
| V              | 21 | Foued Kadir      |     |     |
| M              | 3  | Nadir Belhadj    |     |     |
| M              | 7  | Ryad Boudebouz   |     | 74' |
| M              | 15 | Karim Ziani      |     | 81' |
| A              | 13 | Karim Matmour    |     |     |
| Substituições: |    |                  |     |     |
| V              | 17 | Adlène Guedioura |     | 81' |
| V              | 20 | Djamel Mesbah    |     | 88' |
| V              | 22 | Djamel Abdoun    |     | 74' |
| Treinador:     |    |                  |     |     |
| Rabah Saâdane  |    |                  |     |     |

Homem da partida
- Ashley Cole

### Eslovênia – Inglaterra
| 23 de junho | Eslovênia | 0 – 1     | Inglaterra | Nelson Mandela Bay Stadium, Porto Elizabeth |
| 16:00       |           | Relatório | Defoe 23'  | Público: 36 893 Árbitro: GER Wolfgang Stark |

| Eslovênia | Inglaterra |

| G              | 1  | Samir Handanovič         |     |     |
| LD             | 2  | Mišo Brečko              |     |     |
| Z              | 4  | Marko Šuler              |     |     |
| Z              | 5  | Boštjan Cesar            |     |     |
| LE             | 13 | Bojan Jokić              | 40' |     |
| V              | 17 | Andraž Kirm              |     | 79' |
| V              | 18 | Aleksandar Radosavljevič |     |     |
| M              | 8  | Robert Koren             |     |     |
| M              | 10 | Valter Birsa             | 79' |     |
| A              | 9  | Zlatan Ljubijankič       |     | 62' |
| A              | 11 | Milivoje Novakovič       |     |     |
| Substituições: |    |                          |     |     |
| A              | 14 | Zlatko Dedič             | 81' | 62' |
| A              | 23 | Tim Matavž               |     | 79' |
| Treinador:     |    |                          |     |     |
| Matjaž Kek     |    |                          |     |     |

| G              | 1  | David James    |     |     |
| LD             | 2  | Glen Johnson   | 48' |     |
| Z              | 6  | John Terry     |     |     |
| Z              | 15 | Matthew Upson  |     |     |
| LE             | 3  | Ashley Cole    |     |     |
| V              | 4  | Steven Gerrard |     |     |
| V              | 14 | Gareth Barry   |     |     |
| M              | 8  | Frank Lampard  |     |     |
| M              | 16 | James Milner   |     |     |
| A              | 10 | Wayne Rooney   |     | 72' |
| A              | 19 | Jermain Defoe  |     | 86' |
| Substituições: |    |                |     |     |
| M              | 11 | Joe Cole       |     | 72' |
| A              | 21 | Emile Heskey   |     | 86' |
| Treinador:     |    |                |     |     |
| Fabio Capello  |    |                |     |     |

Homem da partida
- Jermain Defoe

## Segunda fase

### Oitavas-de-final

#### Alemanha – Inglaterra
| 27 de junho | Alemanha                                   | 4 – 1     | Inglaterra | Free State Stadium, Bloemfontein             |
| 16:00       | Klose 20' · Podolski 32' · Müller 67', 70' | Relatório | Upson 37'  | Público: 40 510 Árbitro: URU Jorge Larrionda |

| Alemanha | Inglaterra |

| G              | 1  | Manuel Neuer           |     |     |
| LD             | 20 | Jérôme Boateng         |     |     |
| Z              | 3  | Arne Friedrich         | 47' |     |
| Z              | 17 | Per Mertesacker        |     |     |
| LE             | 16 | Philipp Lahm           |     |     |
| V              | 6  | Sami Khedira           |     |     |
| V              | 7  | Bastian Schweinsteiger |     |     |
| M              | 8  | Mesut Özil             |     | 83' |
| M              | 10 | Lukas Podolski         |     |     |
| M              | 13 | Thomas Müller          |     | 72' |
| A              | 11 | Miroslav Klose         |     | 72' |
| Substituições: |    |                        |     |     |
| M              | 15 | Piotr Trochowski       |     | 72' |
| A              | 9  | Stefan Kießling        |     | 83' |
| A              | 23 | Mario Gómez            |     | 72' |
| Treinador:     |    |                        |     |     |
| Joachim Löw    |    |                        |     |     |

| G              | 1  | David James           |     |     |
| LD             | 2  | Glen Johnson          | 81' | 87' |
| Z              | 6  | John Terry            |     |     |
| Z              | 15 | Matthew Upson         |     |     |
| LE             | 3  | Ashley Cole           |     |     |
| V              | 8  | Frank Lampard         |     |     |
| V              | 14 | Gareth Barry          |     |     |
| M              | 4  | Steven Gerrard        |     |     |
| M              | 16 | James Milner          |     | 64' |
| A              | 10 | Wayne Rooney          |     |     |
| A              | 19 | Jermain Defoe         |     | 71' |
| Substituições: |    |                       |     |     |
| M              | 11 | Joe Cole              |     | 64' |
| M              | 17 | Shaun Wright-Phillips |     | 87' |
| A              | 21 | Emile Heskey          |     | 71' |
| Treinador:     |    |                       |     |     |
| Fabio Capello  |    |                       |     |     |

Homem da partida
- Thomas Müller